# Tridentella takedai
Tridentella takedai är en kräftdjursart som beskrevs av Nunomura 2006A. Tridentella takedai ingår i släktet Tridentella och familjen Tridentellidae. Inga underarter finns listade i Catalogue of Life.